# Bory Orawskie
Bory Orawskie (słow. Mútňanske sedlo) – położona na wysokości ok. 930 m przełęcz w Beskidzie Żywiecko-Orawskim między szczytami Połom (973 m) i Magurka (1143 m). Znajduje się w Grupie Pilska (szczyt Magurka) i oddziela właściwy masyw Pilska od granicznego grzbietu biegnącego do przełęczy Glinka (szczyt Połom). Grzbietem, w którym znajduje się przełęcz, przebiega granica polsko-słowacka oraz Wielki Europejski Dział Wodny między zlewiskami Bałtyku i Morza Czarnego. Północno-zachodnie stoki przełęczy (po polskiej stronie) mają wysokość około 20 m i bardzo stromo opadają do doliny potoku Bystra. Na potoku tym w pobliżu przełęczy znajduje się wodospad o wysokości około 2 m, a jego szum słychać przy przełęczy. Po słowackiej stronie przełęczy natomiast rozległe i płaskie dno doliny pokryte jest mokradłami i torfowiskami, z których leniwie wypływa Zlatný potok. Od orawskiego słowa bory oznaczającego mokradła pochodzi nazwa przełęczy. Słowacy poniżej przełęczy na torfowiskach tych utworzyli rezerwat przyrody Spálený gruňik.
Na przełęczy Bory Orawskie, podobnie, jak na wielu innych przełęczach Beskidu Żywieckiego silnie dają się odczuć wiatry południowe, gdyż wznoszące się wysoko po obydwu jej stronach szczyty tworzą efekt dyszy aerodynamicznej. Występują tutaj czynne osuwiska, które w przyszłości prawdopodobnie doprowadzą do kaptażu (przeciągnięcia) wód Zlatného potoku na polską stronę. Z przełęczą tą związane są też ludowe podania o skarbach rzekomo tutaj gdzieś zakopanych przez zbójników.
Na niektórych mapach podawana jest nazwa przełęczy Szeroki Kamień i wysokość 922 m.
Polskie stoki przełęczy znajdują się w granicach wsi Złatna w województwie śląskim, w powiecie żywieckim w gminie Ujsoły. Grzbietem przez przełęcz biegnie niebiesko  znakowany, dalekobieżny słowacki graniczny szlak turystyczny.

## Szlaki turystyczne
Bory Orawskie – hala Lipowska
  Mútne (Słowacja) – Bory Orawskie
  słowacki szlak graniczny, odcinek: Trzy Kopce – Bory Orawskie – Gruba Buczyna – Krawców Wierch – bacówka PTTK na Krawcowym Wierchu

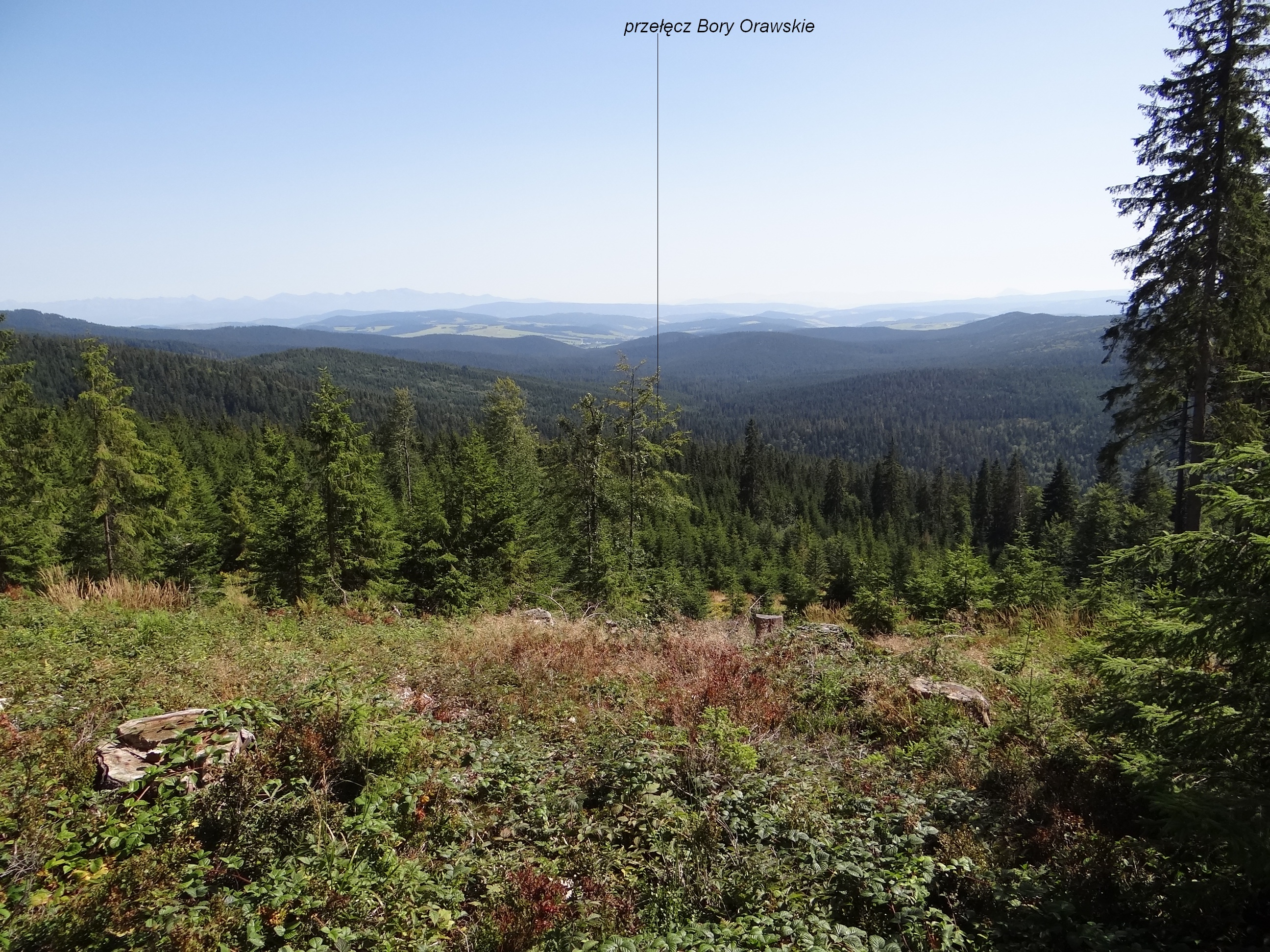